# Stefan Winkler
Stefan Winkler (* 1968 in Immenstadt im Allgäu) ist ein freischaffender Kunstmaler.

## Lebenslauf
Stefan Winkler wurde 1968 in Immenstadt geboren und erwarb 1984 einen qualifizierten Schulabschluss. Von 1984 bis 1987 ließ er sich zum Maler und Lackierer ausbilden. In den Jahren 1994–2000 studierte er Freie Kunst an der Bauhaus-Universität in Weimar. Seit dem Jahr 2000 ist er als freischaffender Künstler tätig, ferner gibt er Kurse im Bereich Freie Malerei in Öl und Acryl.

## Auszeichnungen
- Kulturpreis des Landkreises Oberallgäu (2003)
- Thomas-Dachser-Gedenkpreis (2007)
- Kunstpreis der Stadt Kempten (Allgäu) (2009)[1]

## Ausstellungen
- Ausstellungsbeteiligungen
  - Ausstellung „Die Südliche“Die Südliche (2003/ 04, 2006/ 10)[2]
  - Große Schwäbische, Augsburg (2005, 2006)
  - Kunstausstellungen im Rahmen der Allgäuer Festwoche, Kempten (Allgäu) (2009)
  - Bad Grönenbach, Sekundenschlaf (zusammen mit Oliver Köhl, Bertram Schilling), (2009)
  - Künstlergruppe Microwesten auf der Kunstausstellung UND, Karlsruhe (2010)
- Einzelausstellungen
  - Schichtzeug, Universität Jena (1998)
  - Szenarien, Villa Jauss, Oberstdorf (2003)
  - Mother Culture, Debutantenausstellung, Kunsthalle Kempten (Allgäu) (2006)
  - Sonderausstellung im Rahmen der Großen Schwäbischen, Augsburg (2007)
  - Mögliche Identitäten, Galerie im Griesbad, Ulm (2009)[3]
  - Einblick in Augenblicke, Städtische Galerie im Turm, Isny (2010)

## Arbeiten im öffentlichen Besitz
Von Stefan Winkler befinden sich Arbeiten in Besitz der Stadt Immenstadt, der Stadt Kempten (Allgäu) und der Stadt Sonthofen.